# (433) Эрос
(433) Эрос (др.-греч. Ἔρως) — околоземный астероид из группы Амура (I), принадлежащий к светлому спектральному классу S. Он был открыт 13 августа 1898 года германским астрономом Карлом Виттом в обсерватории Урания и назван именем Эрота, бога любви и неотлучного спутника Афродиты, согласно древнегреческой мифологии. Это первый открытый околоземный астероид.

Орбита астероида Эрос и его положение в Солнечной системе
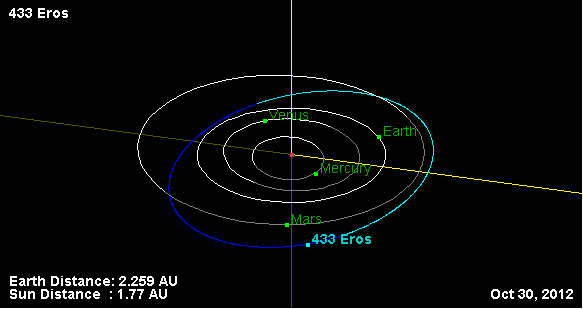
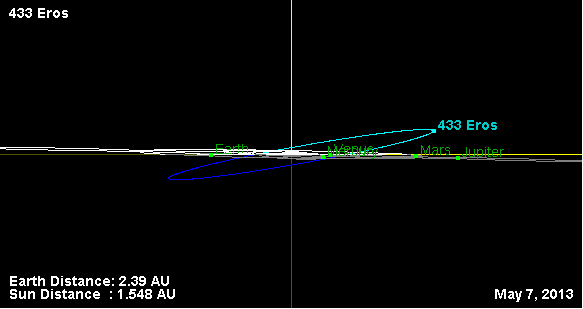
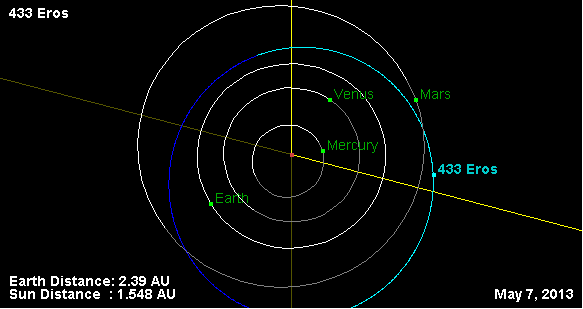

Интересен прежде всего тем, что он стал первым астероидом, у которого появился искусственный спутник, которым 14 февраля 2000 года стал космический аппарат NEAR Shoemaker, совершивший чуть позже первую в истории освоения космоса посадку на астероид.

## Орбитальные характеристики
Астероид Эрос пересекает орбиту Марса и сближается с Землёй.
В 1996 году опубликованы результаты расчётов динамической эволюции орбиты Эроса на протяжении 2 млн лет.
Выявлено, что Эрос находится в орбитальном резонансе с Марсом.
Орбитальный резонанс с Марсом может смещать орбиты астероидов, пересекающих орбиту Марса, таких как Эрос, так, что они будут пересекать орбиту Земли.
В рамках исследования из 8 начальных орбит, сходных с орбитой Эроса, 3 эволюционировали так, что начали пересекать орбиту Земли в течение указанных 2 млн лет.
Одна из этих орбит приводит к столкновению с Землёй через 1,14 млн лет.
Хотя согласно этим расчётам нет существенной опасности столкновения Эроса с Землёй в ближайшие, примерно, сто тысяч лет, такое столкновение вероятно в далёком будущем.

Анимация вращения астероида Эрос

Эрос является сравнительно крупным астероидом, который по размеру занимает второе место среди околоземных астероидов, уступая лишь астероиду (1036) Ганимед. Считается, что ударный потенциал Эроса в случае его падения на Землю будет больше, чем потенциал астероида, который образовал кратер Чиксулуб, вызвав K-T вымирание, в результате которого на Земле вымерли динозавры.

## Физические характеристики

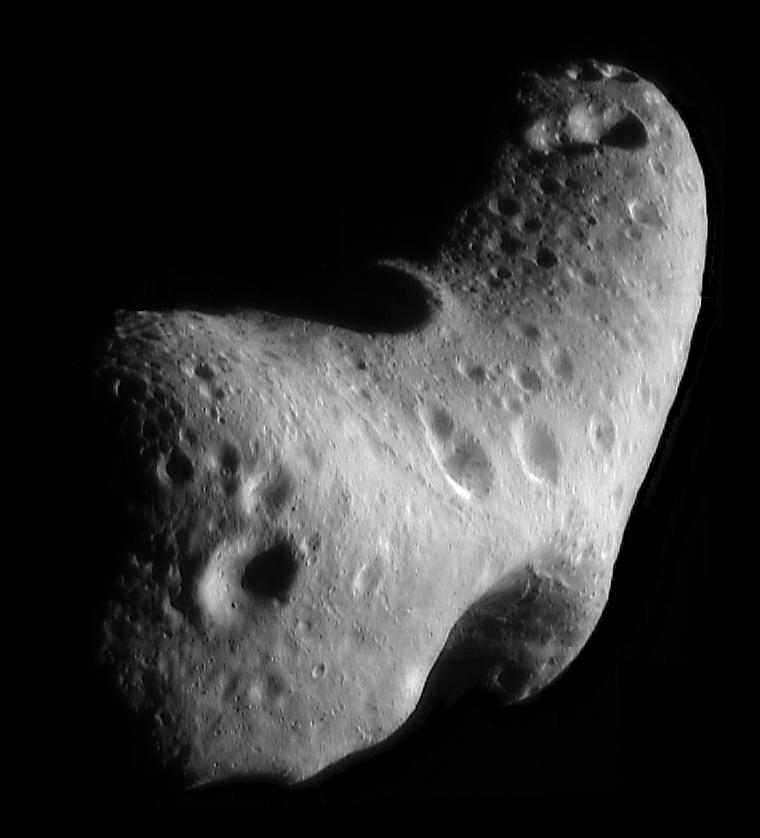
Составное изображение северной полярной области

Как известно, гравитация на поверхности обратно пропорциональна расстоянию до центра масс тела, которое у Эроса, так же как и у большинства других астероидов, сильно меняется ввиду их неправильной формы: чем больше радиус (при одинаковой массе), тем меньше гравитация на его поверхности. Эрос имеет сильно вытянутую форму, близкую к форме арахиса. Таким образом, в разных точках поверхности Эроса значения ускорения свободного падения могут сильно варьировать по отношению друг к другу. Этому весьма способствуют силы центростремительного ускорения, возникающие в результате вращения астероида, которые заметно снижают притяжение к поверхности в крайних точках астероида, наиболее удалённых от центра масс.
Неправильная форма астероида оказывает определённое влияние и на температурный режим поверхности, но главенствующими факторами, влияющими на температуру астероида, всё же являются его удалённость от Солнца и состав поверхности, от которого зависит процент отражённого и поглощённого света. Так, температура освещённой части Эроса может достигать +100 °C в перигелии, а неосвещённой — опускаться до −150 °C. Вследствие вытянутой формы Эроса становится возможным появление небольшого крутящего момента под действием YORP-эффекта. Однако из-за крупных размеров астероида влияние YORP-эффекта крайне незначительно и в обозримой перспективе вряд ли сможет привести к сколь-нибудь заметному изменению вращения астероида. Довольно высокая для астероида плотность поверхностных пород Эроса, составляющая около 2400 кг/м³, что соответствует плотности земной коры, позволяет Эросу сохранять целостность несмотря на относительно быстрое вращение (5 часов 16 минут).

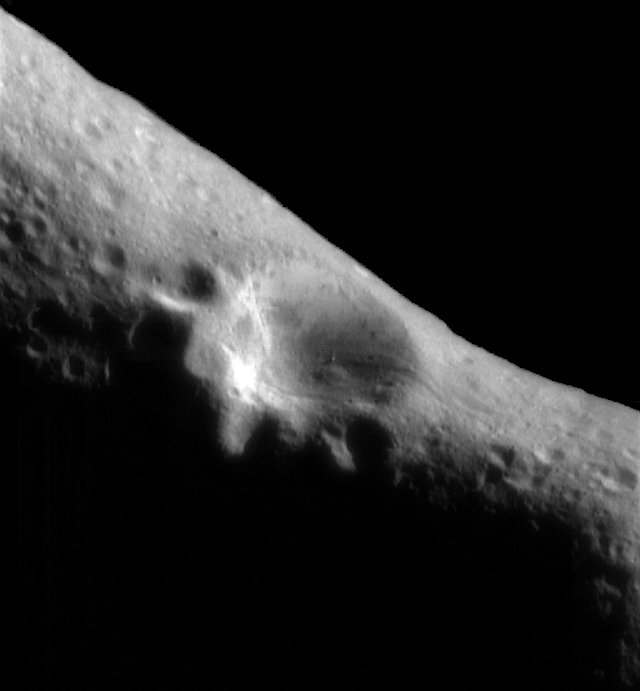
Кратер на поверхности Эроса, диаметром 5 км

Анализ распределения крупных камней на поверхности астероида (433) Эрос позволил учёным сделать вывод о том, что большинство из них были выброшены из кратера, образовавшегося около 1 млрд лет назад в результате падения на Эрос крупного метеорита. Возможно, в результате этого столкновения 40 % поверхности Эроса лишены кратеров диаметром менее 0,5 км. Первоначально считалось, что обломки породы, выброшенные из кратера при столкновении, просто заполнили собой более мелкие кратеры, из-за чего их и невозможно сейчас увидеть. Анализ плотности кратеров показывает, что области с более низкой плотностью кратеров находятся на расстоянии до 9 км от точки столкновения. Некоторые зоны пониженной плотности кратеров обнаружены на противоположной стороне астероида, также в пределах 9 км.
Предполагается, что сейсмические ударные волны, образовавшиеся в момент столкновения, прошли через астероид, разрушая мелкие кратеры и превращая их в щебень.

## Ресурсы

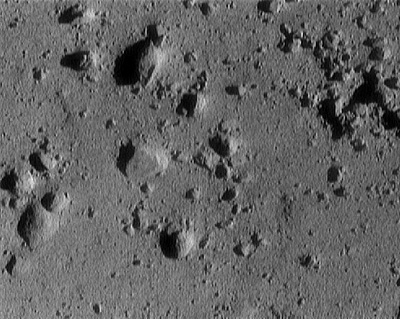
Реголит Эроса. Поперечник 12 м

Уже сейчас астероиды рассматривают как потенциальные источники ресурсов. На основе данных, полученных с аппарата NEAR Shoemaker, американец Дэвид Уайтхаус провёл интересные расчёты о возможной «стоимости» этого астероида в случае добычи на нём полезных ископаемых. Так, оказалось, что Эрос содержит большое количество драгоценных металлов, общей стоимостью не менее 20 трлн долларов. Это позволило взглянуть на астероид с другой точки зрения.
В целом состав Эроса похож на состав каменных метеоритов, падающих на Землю. Это значит, что он содержит всего лишь 3 % металлов. Но при этом в этих 3 % одного только алюминия содержится 20 млрд тонн. А ещё в его составе есть такие редкие металлы, как золото, цинк и платина. 2900 км³ Эроса содержат больше алюминия, золота, серебра, цинка и других цветных металлов, чем было добыто на Земле за всю историю человечества. При этом Эрос далеко не самый крупный астероид.
Все эти цифры — пока лишь догадки, но они показывают, каким большим экономическим потенциалом могут обладать ресурсы Солнечной системы при всей их необъятности.

## Видимость с Земли
Поскольку Эрос принадлежит к группе Амура, то он периодически подходит к Земле на довольно близкое расстояние. Так, 31 января 2012 года Эрос пролетел на расстоянии приблизительно 0,179 а. е. (26,7 млн км) от Земли, что соответствует 70 расстояниям от Земли до Луны, при этом его видимая яркость должна была достигнуть +8,5m. Но поскольку его синодический период равен 846 суткам и является одним из самых длительных среди всех тел Солнечной системы, подобные сближения бывают не чаще, чем раз в 2,3 года. А во время наиболее тесных сближений, которые случаются ещё реже, примерно раз в 81 год (последнее было в 1975 году, а следующее будет в 2056 году), видимая яркость астероида Эрос и вовсе будет почти +7,0m — это больше, чем яркость Нептуна, а также любого другого астероида главного пояса, за исключением разве что таких крупных астероидов, как (4) Веста, (2) Паллада, (7) Ирида.

## История изучения

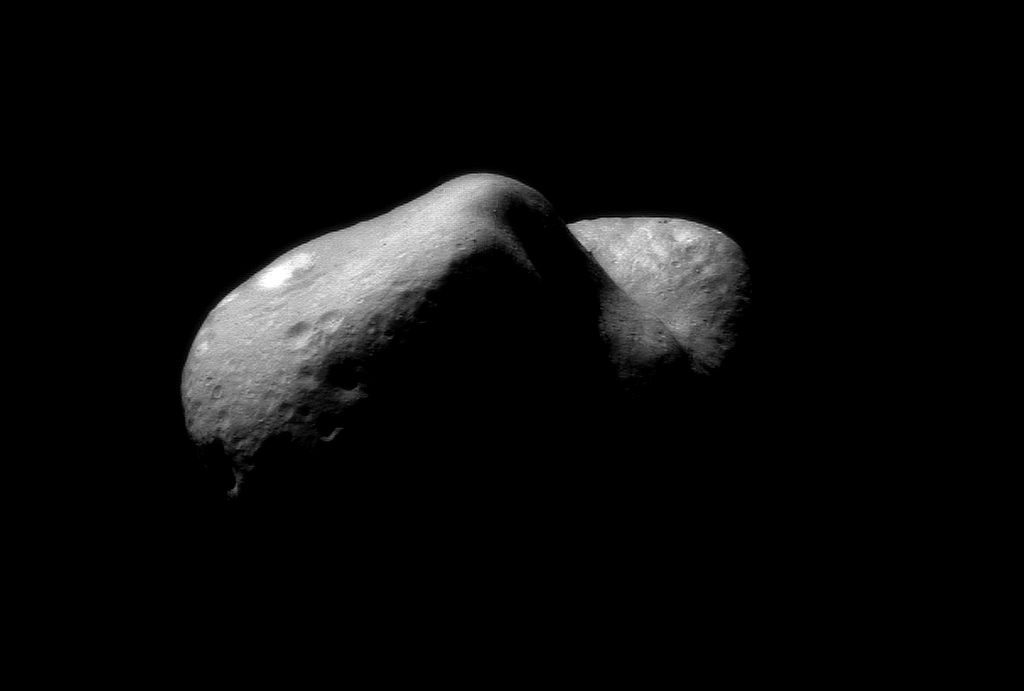
Вид на поверхность Эроса с одного из его концов

Астероид был обнаружен в один и тот же вечер 13 августа 1898 года независимо друг от друга сразу двумя астрономами: Густавом Виттом в Берлине и Огюстом Шарлуа в Ницце, но первенство открытия всё же признали за Виттом. Астероид был им обнаружен случайно в результате двухчасовой экспозиции звезды Бета Водолея при проведении астрометрических измерений положения другого астероида, (185) Эвника. В 1902 году в Арекипской обсерватории по изменениям блеска Эроса был определён его период вращения вокруг своей оси.
Как крупный околоземный астероид Эрос сыграл значительную роль в истории астрономии. Во-первых, во время противостояния 1900—1901 годов среди астрономов всего мира была запущена программа измерения параллакса этого астероида для определения точного расстояния до Солнца. Результаты этого эксперимента были опубликованы в 1910 году британским астрономом Артуром Хинксом из Кембриджа. Аналогичная программа исследований была проведена позднее во время противостояния 1930—1931 годов английским астрономом Гарольдом Джонсом. Полученные в результате этих измерений данные считались окончательными до 1968 года, когда появились радарный и динамический методы определения параллакса.
Во-вторых, он стал первым астероидом, у которого появился искусственный спутник, NEAR Shoemaker (в 2000 году), и на который спустя год этот космический аппарат совершил посадку.
Достигнув Эроса, аппарат NEAR Shoemaker смог передать большое количество данных об этом астероиде, которые было бы невозможно или очень трудно получить другими средствами. Этим аппаратом было передано более тысячи изображений поверхности астероида, а также измерены его основные физические параметры. В частности, отклонения во время пролёта аппарата рядом с астероидом позволили оценить его гравитацию, а следовательно, и массу, а также уточнить его размеры.

## Правовые споры
3 марта 2000 года американец Грегори Немитц объявил Эрос своей частной собственностью, а после посадки космического аппарата NEAR Shoemaker на Эрос попытался в судебном порядке получить с НАСА арендную плату за пользование астероидом в размере 20 долларов США. Однако суд отказал ему в удовлетворении иска.

## Эрос в культуре
- Действие романа Гарри Гаррисона «Пленённая вселенная» (Captive Universe, 1969) происходит внутри астероида Эрос. Люди живут в искусственной полости, в центре астероида, а сам астероид преобразован в космический корабль поколений, летящий к планетной системе Проксимы Центавра.
- В рассказе Карда Орсона Скотта «Игра Эндера» представлен как бывшая опорная база жукеров для вторжения на Землю.
- В серии книг и телесериале «Экспансия» на Эросе, как и многих других, находится колония старателей.